# 藤井みのり
藤井 みのり（ふじい　みのり、1992年2月22日 - ）は、日本の女性モデル、タレント、女優、レースクイーン。
熊本県出身。

## 略歴
大学時代からレースクイーンに憧れ、3年時にプリッツコーポレーションと契約したのを機にモデル活動を開始。
2014年から3年連続で、SUNOCOイメージガールを務めた一方、2015年と2016年のSUPER GTでは、「VivaC team TSUCHIYA レースクイーン」を務め、2016年度の日本レースクイーン大賞ではファイナリスト5名の中に入賞した。
2019年4月30日、第一子出産を自身のInstagramで報告。

## 人物
- サッカー好きという妹がいる[7]。
- 絵を描くことと、ベースを弾くことが趣味である。大学時代は軽音楽部に入っていた[8]。
- 好きな食べ物は肉まん。
- 動物全般が大好きである。

## 活動履歴

### レースクイーン
- SUNOCO「Team LeMans SUNOCOイメージガール」（2014年 - 2016年）[4]
- SUPER GT「VivaC team TSUCHIYA レースクイーン」（2015年 - 2016年）[2]
他メンバー：高家望愛（2015 - 2016）、森紗羅（2015）、岡島彩花（2016）

### イベント出演
- 東京オートサロン
  - KENDAタイヤブース（2016年） - 共演：林紗久羅、中村奏絵[9]
  - C-WEST「GT NET GIRLS」（2017年） - 共演：西村いちか[10]
  - Volkswagenブースモデル（2018年）
- 東京ゲームショウ
  - ネクソン「サドンアタック」全国大会ステージガール（2014年）[11]
  - 日本工学院ブース（2015年） - 立花かなとも共演[12]
  - CAPCOMブース（2016年）
  - Xperiaブースモデル（2017年9月、幕張メッセ）[注 1]
- 東京モーターショー「Keihinブース」（2013年）[13]
- CP+
  - ニコンブース（2015年）
  - 富士フイルムブースモデル（2016年 - 2017年）